# 妻と罰
『妻と罰』（つまとばつ）は、2011年1月10日から3月21日までTBS系列で放送されていた恋愛バラエティ番組である。過去2回の特番を経てのレギュラー化された。タイトルは『罪と罰』のパロディ。
先述のとおりレギュラー放送は2011年3月21日で終了したが、東北地方太平洋沖地震（東日本大震災）の影響により3月14日の通常版と3月25日の22:00 - 23:24に全国ネットで放送予定だった90分スペシャルが放送中止になり、レギュラー放送の最終回において「今後も不定期で放送します」という趣旨の告知が流されたが、未だ放送されていない。その全国ネット版の収録が行われたかどうかは不明のままである。

## 内容
- 結婚できない独身ボーイズが語り合う恋愛や結婚の駄目駄目トークをゲストと共に展開していく。

## 出演
司会
- チュートリアル
  - 徳井義実
  - 福田充徳

独身ボーイズ（番組レギュラー）
- ピース
  - 綾部祐二
  - 又吉直樹
- 武田修宏

## ネット局

### パイロット版
| 放送対象地域 | 放送局           | 系列    | 放送日時                          | 遅れ   |
| ------------ | ---------------- | ------- | --------------------------------- | ------ |
| 関東広域圏   | TBSテレビ（TBS） | TBS系列 | 2010年12月5日 14時00分 - 14時54分 | 制作局 |

### パイロット版2
| 放送対象地域 | 放送局           | 系列    | 放送日時                          | 遅れ   |
| ------------ | ---------------- | ------- | --------------------------------- | ------ |
| 関東広域圏   | TBSテレビ（TBS） | TBS系列 | 2011年1月30日 14時00分 - 14時54分 | 制作局 |

### レギュラー版
| 放送対象地域  | 放送局                | 放送日時                          | 遅れ       |
| ------------- | --------------------- | --------------------------------- | ---------- |
| 関東広域圏    | TBSテレビ（TBS）      | 月曜 23時50分 - 翌0時50分         | 制作局     |
| 北海道        | 北海道放送（HBC）     | 月曜 23時50分 - 翌0時50分         | 同時ネット |
| 福島県        | テレビユー福島（TUF） | 月曜 23時50分 - 翌0時50分         | 同時ネット |
| 静岡県        | 静岡放送（SBS）       | 月曜 23時50分 - 翌0時50分         | 同時ネット |
| 石川県        | 北陸放送（MRO）       | 月曜 23時50分 - 翌0時50分         | 同時ネット |
| 中京広域圏    | 中部日本放送（CBC）   | 月曜 23時50分 - 翌0時50分         | 同時ネット |
| 岡山県 香川県 | 山陽放送（RSK）       | 月曜 23時50分 - 翌0時50分         | 同時ネット |
| 高知県        | テレビ高知（KUTV）    | 月曜 23時50分 - 翌0時50分         | 同時ネット |
| 福岡県        | RKB毎日放送（RKB）    | 月曜 23時50分 - 翌0時50分         | 同時ネット |
| 愛媛県        | あいテレビ（ITV）     | 月曜 23時50分 - 翌0時50分         | 14日遅れ   |
| 新潟県        | 新潟放送（BSN）       | 木曜0時50分 - 1時50分（水曜深夜） | 9日遅れ    |

- 熊本放送は不定期放送。

## スタッフ
- 天の声：たかはし智秋
- 構成：池田裕幾、藤谷弥生、秋元万里、芦部広美／都築浩
- TM/TD：金澤健一
- CAM：斉藤美由紀
- VE：青木孝憲
- AUD：田村真紀
- 照明：中川清志
- 美術プロデューサー：西條貴子
- デザイン：太田卓志
- 美術制作：宗次宏光
- 電飾：西田和正
- アクリル装飾：渡邊卓也
- 音効：大久保吉久、長澤佑樹
- CG：アイブリックスタジオ
- イラスト：森本レオリオ
- 美術技術：ジーケンアート
- 協力：砧スタジオ
- リサーチ：大鹿吉明
- 編集：宮坂正憲（エフエフ東放）
- MA：新庄正昭（エフエフ東放）
- 編成：藤原麻知
- AP：志波佳代子
- TK：本田悦子
- ディレクター：堤俊博、横田和伸、佃敏史、妹尾篤志
- 演出：神尾祐輔
- プロデューサー：平田さおり、八百板慎一、佐藤将之
- チーフプロデューサー：合田隆信
- 制作協力：共同テレビ
- 製作著作：TBS

## その他
- 本番組終了から10ヶ月後の2012年1月10日には関連特別番組『嵐を呼ぶあぶない熟女』が放送されており、同年9月22日にはパート2、2013年1月5日にはパート3がそれぞれ放送された。以降不定期で放送される。